# ワンナイ スーパーライブ in パシフィコ横浜 2004
『ワンナイ スーパーライブ in パシフィコ横浜 2004』は、2004年4月9日にパシフィコ横浜で開催された「ワンナイR&R」から生まれたユニット、くず、gorieをはじめとするワンナイオールキャラクターズのライブである。2006年2月22日にDVDが発売された。

## ワンナイ スーパーライブ in パシフィコ横浜 2004

### 出演者
出演
- 雨上がり決死隊（宮迫博之、蛍原徹）
- DonDokoDon（山口智充、平畠啓史）
- ガレッジセール（ゴリ、川田広樹）

ワンナイオールキャラクターズ
- くず
- ゴリエ
- 音群奏
- リサコ
- 轟さん&筋肉青年隊
- 落武者
- 富井さん
- おばあちゃん
- ギノ&マンタ&シーサーちゃん

くずBAND
- 庄田浩（ドラム）
- 高砂圭司（ベース）
- 西岡和哉（ギター）
- 森藤晶司（キーボード）
- 清水康弘（トランペット）
- 宮本剣一（サックス）
- 佐藤洋樹（トロンボーン）

### セットリスト
1. OPENING/音群奏
2. ムーンライト/くず
3. 風が吹いてる/くず
4. チンピラ戦隊KUZUレンジャー/くず
5. 赤とんぼ/くず
6. みんなおともだち/くず
7. Mickey（Hawaii version）/ゴリエ
8. ザ☆ピ〜ス!（ゴリエ ver.）/ゴリエ
9. 世界に一つだけの花（ゴリエ ver.）/ゴリエ
10. 音群さん/音群奏
11. 想い出がいっぱい（リサコ ver.）/リサコ、蛍原
12. One Night Carnival（轟 ver.）/轟&筋肉青年隊
13. 病人登場
14. YOUNG MAN (Y.M.C.A.)（落武者 ver.）/落武者
15. 女ばかりのカラオケ大会!/富井、おばあちゃん
16. さくら（富井 ver.）/富井
17. 仮面舞踏会（ギノ&マンタ ver.）/ギノ&マンタ&シーサーちゃん
18. お前からの手紙/くず
19. 生きてることってすばらしい/くず
20. 全てが僕の力になる!/くず

アンコール
1. YOUNG MAN (Y.M.C.A.)（ワンナイ ver.）/ワンナイオールスターズ
2. 生きてることってすばらしい/ワンナイオールスターズ

## DVD
上記のコンサートが収録されたDVD「ワンナイ スーパーライブ in パシフィコ横浜 2004」が、2006年2月22日に発売された。

### 収録内容
1. オープニングナレーション/チョコボーイ山口、蛍原絹江おばあちゃん
2. ムーンライト/くず
3. 風が吹いてる/くず
4. チンピラ戦隊KUZUレンジャー/くず
5. 赤とんぼ/くず
6. みんなおともだち/くず
7. Mickey（Hawaii version）/ゴリエ
8. ザ☆ピ〜ス!（ゴリエ ver.）/ゴリエ
9. 音群さん登場
10. One Night Carnival（轟 ver.）/轟&筋肉青年隊
11. 落武者登場
12. YOUNG MAN (Y.M.C.A.)（落武者 ver.）/落武者
13. お前からの手紙/くず
14. 生きてることってすばらしい/くず
15. 全てが僕の力になる!/くず

アンコール
1. 生きてることってすばらしい/ワンナイオールスターズ

## スタッフ
制作
- エグゼグティブ・プロデューサー：大﨑洋（吉本興業）、橋爪健康（R and C）
- ゼネラル・プロデューサー：水上晴司（吉本興業）、坂内光夫（R and C）
- チーフ・プロデューサー：岡本昭彦・林正樹（吉本興業）
- プロデューサー：伊藤征章（フジテレビ）、坂本直彦（吉本興業）
- アシスタント・プロデューサー：志賀直哉（プラトッシュ）
- ディレクター：神尾昌宏（ディ・コンプレックス）
- プロモーション：内田久喜（R and C）
- 制作進行：硲陽子・柳楽裕之（R and C）

舞台スタッフ
- 舞台演出：伊藤征章・渡辺琢（フジテレビ）
- 演出補：小仲正重・江本薫（フジテレビ）
- 美術制作：大坊雄二（フジテレビ）
- 美術デザイン：鈴木賢太（フジテレビ）
- 照明：安藤雄郎
- 大道具：瀬名波康之（チトセアート）
- 衣装：山田斉（東京衣裳）
- 持道具：成田千絵（京阪商会）
- メイク：宮崎香（山田かつら）
- かつら：新井智子（山田かつら）

VTRスタッフ
- TD：高田治
- カメラ：小川利行
- VE：宮本学
- 音声：本間祥吾
- VTR編集：瓜田利昭（D-Craft）
- MA：吉田肇
- 音響効果：大久保吉久（3×7）
- TK：水越理恵

技術協力
- ニユーテレス
- FLT
- IMAGICA